# Unione Naziunale
Unione Naziunale és una coalició de moviments nacionalistes corsos. També és el nom d'un grup amb representació a l'Assemblea de Còrsega. Entre els seus membres s'hi troben els dirigents nacionalistes Edmond Simeoni i Jean-Guy Talamoni. Es considera representativa de tots els nacionalistes, i a les eleccions territorials de 2004 va obtenir el 17,34% dels vots. Està formada pels grups:
- Partit de la Nació Corsa
- Corsica Nazione
- Presenza Naziunale